# 이경빈
이경빈(李京彬, 1905년 ~ 1939년)은 일제강점기에 만주 지역에서 공작원으로 활동했다.

## 생애
본적지는 함경북도 길주군이다. 1934년까지의 경력은 알 수 없으나, 이 해에 관동군 헌병대의 활동 보조를 위해 설치된 특무조직인 간도협조회 공작원으로 채용되었다. 간도협조회에서의 주요 활동 내역은 김송렬의 지휘 하에 반일 인사들을 살해하거나 체포한 것이다. 동시에 밀정을 동원하여 무장 의용군에 대한 귀순 공작도 병행했다.
이경빈은 이 무렵 후에 만주국 경찰로 흡수되는 친일 무력 조직인 간도협조회 본부 의용자위단 제2분단장으로도 약 1년가량 복무했다. 수당은 월 30원 씩이었다. 1936년 초에 둔화 지역 공작을 담당하는 간도협조회 본부 둔화특별공작대 대장이 되어, 여러 대원들을 이끌고 둔화에 주둔한 항일 부대를 직접 습격하기도 했다. 이때 이경빈의 특별공작으로 약 두 달 사이에 50명 이상의 항일 부대원이 살해, 체포되거나 투항했다.
1936년에는 간도협조회가 해체되고 조직이 만주국협화회로 확대 개편되었다. 이경빈도 1937년에 만주국협화회가 싼장 성에 설치한 삼강성특별공작부 부원으로 이동했다. 항일 세력이 쫓겨간 북쪽 산장 성 지역에서 공작을 계속하면서, 특별공작부 하얼빈 이란 현 지부의 조사과장을 맡기도 했다.
소속되어 있던 만주국협화회 삼강성특별공작부가 해산된 뒤 헤이룽장성 무단장에 거주하다가 곧 사망했다.
대한민국 친일반민족행위진상규명위원회가 2007년에 발표한 친일반민족행위 195인 명단에 수록되었고, 2008년 민족문제연구소가 공개한 친일인명사전 수록예정자 명단 중 해외 부문에도 포함되었다.

## 같이 보기
- 간도협조회
- 만주국협화회

## 참고자료
- 친일반민족행위진상규명위원회 (2007년 12월). 〈이경빈〉 (PDF). 《2007년도 조사보고서 II - 친일반민족행위결정이유서》. 서울. 2185~2195쪽쪽. 발간등록번호 11-1560010-0000002-10. [깨진 링크(과거 내용 찾기)]